# Sofia the First
Sofia the First (prt: A Princesa Sofia; bra: Princesinha Sofia) é uma série de desenho animado estadunidense computadorizada, produzida pelo Disney Junior e exibida desde 18 de novembro de 2012. A série se passa no mundo mágico de Encântia, e conta a história de uma jovem aventureira que deve aprender a se adaptar à vida da realeza, depois de se tornar uma princesa da noite para o dia, graças ao casamento da sua mãe com o rei. A série estreou no Disney Channel em 18 de novembro de 2015 com um especial de uma hora e estreou oficialmente em 11 de janeiro de 2016.
A princesa Sofia é dublada por Ariel Winter, de Modern Family; Sara Ramirez, de A Anatomia de Grey, faz a Rainha Miranda, mãe de Sofia; Wayne Brandy, de Como eu Conheci sua Mãe, dubla o coelho falante e Tim Gunn, de Project Runway, é Baileywick, o mordomo. Os meio-irmãos de Sofia, Amber e James, e o Rei Roland não tiveram seus dubladores divulgados.
No Brasil a série começou a ser exibida pelo canal Disney Channel em 3 de fevereiro de 2013 e pelo Disney Junior em 13 de abril de 2013. E desde 31 de agosto de 2015 dentro do Mundo Disney no SBT
Em Portugal, a série estreou no canal Disney Junior em 27 de abril de 2013.

## Sinopse
Sofia é uma garota comum cuja vida muda repentinamente quando sua mãe Miranda casa com o Rei e ela passa a viver em um castelo com eles e seus meios-irmãos, Amber e James, filhos do seu padrasto, o Rei Roland II. Pelo caminho, essa garota comum aprende a lidar com a extraordinária vida da realeza e, no processo, faz todos ao seu redor se sentirem especiais.
Além da sua jornada para descobrir o que é preciso para ser uma princesa de verdade, ela também tem de aprender a se ajustar à sua nova família, que inclui seu padrasto, o Rei Roland II, e seus meios-irmãos, Amber e James, e, inclusive, fazer amigos em sua nova escola para príncipes e princesas, a Royal Prep.
Durante sua jornada ela poderá contar com a ajuda das diretoras da escola da academia Royal Prep, Fauna, Flora e Primavera (as amadas fadas vistas no clássico da Disney "A Bela Adormecida"), o mordomo real Baileywick e um grupo de adoráveis criaturas da floresta lideradas pelo sábio coelho falante Clover, bem como Aurora , umas das princesas clássicas da Disney, que faz uma visita especial para dar sábios conselhos a Sofia.

## Personagens
- Ariel Winter como Princesa Sofia: Era uma camponesa, até sua mãe casar com o Rei Roland II. Ela é gentil e alegre, descobre que olhar como uma princesa não é difícil mas se comportar, vem do coração.
- Darcy Rose Byrnes como Princesa Amber: Filha do Rei Roland, irmã de James e meia-irmã de Sofia. É tradicional, vaidosa, esnobe e junto com Hildegard e Clio, fazem um grupo de princesinhas.
- Tyler Merna como Príncipe James: Filho do Rei Roland II, irmão de Amber e meio-irmão de Sofia. James é bastante sapeca, animado e adora fazer pegadinhas.
- Sara Ramirez como Rainha Miranda: Mãe de Sofia, esposa do Rei Roland II e mãedrasta de Amber e James. É bondosa, gentil, sincera e trata James e Amber com muito amor e carinho.
- Travis Willingham como Rei Roland II: Pai de Amber, James, Sofia ( enteada) e marido de Miranda. Ele é corajoso, bondoso e ama totalmente sua família.
- Jess Harnell como Cedric: Ele é o feiticeiro de Enchancia e quer o amuleto mágico de Sofia.
- Wayne Brady como Clover: É um coelhinho falante e amigo de Sofia. Ele adora comer e é muito preguiçoso.
- Tim Gunn como Baileywick: Mordomo do Rei Roland II. É muito organizado.
- Meghan Strange como Robin: É uma passarinha inteligente e conselheira, amiga de Sofia, Clover e Mia.
- Ashley Eckstein como Mia: É uma passarinha meiga e atenciosa, amiga de Sofia, Clover e Robin.

### Participação especial
- Jennifer Hale como Cinderela
- Linda Larkin como Jasmine
- Julie Nathanson como Bela
- Jodi Benson como Ariel
- Kate Higgins como Aurora
- Katherine Von Till como Branca de Neve
- Ming-Na Wen como Fa Mulan
- Mandy Moore como Rapunzel
- Anika Noni Rose como Tiana
- Ruth Connell como Mérida
- Josh Gad como Olaf
- Jeff Bennett como Merlin
- Aimee Carrero como Elena

### Personagens recorrentes
- Russi Taylor como Fauna: Uma fada inteligente que cuida da Escola Real Preparatória junto com Primavera e Flora.
- Tress MacNeille como Primavera: Uma fada que cuida da Escola Real Prepartória junto com Fauna e Flora.
- Barbara Dirikson como Flora: É doce e uma fada que cuida da Escola Real Preparatória junto com Primavera e Fauna.
- Coco Grayson como Princesa Hildegard: Princesa de Friezenburg. Melhor amiga de Amber e Clio, na vida. É confiante, segura de si, esnobe e  age indiferente a aqueles que estão baixos dela.
- Harley Graham como Princesa Clio: É a princesa do Corinthia, e uma das melhores amigas de Amber, junto com a Princesa Hildegard. É inteligente, refinada e uma das melhores alunas da Escola Real Preparatória.
- Sabrina Carpenter como Princesa Vivian: É uma princesa timída e amiga de Sofia. É introvertida e tem um talento para música e o violão.
- Ellie Kemper como Crackle: É o dragão de estimação da princesa Vivian. Ela é apaixonada por Clover e quando está animada, cospe fogo.
- Jim Cummings como Wormwood, Goodwyn the Great, Professor Popov: Professor na Escola Real Preparatória e adora dançar.
- Fiona Bishop (filme) / Diamond White (série) como Ruby Hanshaw: Uma das melhores amigas de Sofia, antes dela se tornar uma princesa. Adora desenhar.
- Maxim Knight (filme) / Karan Brar (série) como Príncipe Zandar: Estuda na Escola Real Preparatória e é o melhor amigo do Príncipe James.
- Isabella Acres como Jade: Amiga de Sofia antes dela se tornar uma princesa. É muito impulsiva, desconfiada e sincera, mas tem um grande coração.
- Jennifer Hale como Violet: Funcionária no Palácio de Enchancia.
- Michaela Zee como Princesa Jun: Princesa de Wei-Ling e irmã do Príncipe Jin. É amiga de Sofia e estuda na Escola Real Preparatória. É meiga, calma e ótima com leques.
- Eric Stonestreet como Minimus: é um cavalo amável e medroso amigo de Sofia e seu cavalo na Corrida.
- Colin Ford e Grayson Hunter Goss como Príncipe Hugo: Estuda na Escola Real Preparatória. É convencido, arrogante, trapaceiro e sabe que todas as princesas tem uma queda por ele.
- Olivia Grace como Princesa Maya: Estuda na Escola Real Preparatória e é princesa de Khaldoun. Maya gosta do jogo " Disco Encantado" e é amiga da Princesa Sofia, Princesa Clio e Princesa Jun.

## Episódios
| Temporada | Temporada | Episódios | Exibição original      | Exibição original       | Exibição no Brasil     | Exibição no Brasil     | Exibição em Portugal   | Exibição em Portugal  |
| Temporada | Temporada | Episódios | Estreia de temporada   | Final de temporada      | Estreia de temporada   | Final de temporada     | Estreia de temporada   | Final de temporada    |
| --------- | --------- | --------- | ---------------------- | ----------------------- | ---------------------- | ---------------------- | ---------------------- | --------------------- |
|           | Piloto    | Piloto    | 18 de novembro de 2012 | 18 de novembro de 2012  | 2012                   | 2012                   | 2012                   | 2012                  |
|           | 1         | 24        | 11 de janeiro de 2013  | 14 de fevereiro de 2014 | 2013                   | 2014                   | 2013                   | 2014                  |
|           | 2         | 29        | 7 de março de 2014     | 12 de agosto de 2015    | 23 de outubro de 2014  | 7 de novembro de 2015  | 2014                   | 8 de novembro de 2015 |
|           | 3         | 28        | 5 de agosto de 2015    | 31 de março de 2017     | 14 de novembro de 2015 | 27 de maio de 2017     | 2015                   | 2017                  |
|           | 4         | 26        | 28 de abril de 2017    | 8 de setembro de 2018   | 7 de julho de 2017     | 25 de novembro de 2018 | 12 de setembro de 2017 | 22 de março de 2019   |

## Vozes
| Personagens principais  | Personagens principais          | Personagens principais         |
| Personagem              | Voz original                    | Dublador                       |
| ----------------------- | ------------------------------- | ------------------------------ |
| Princesinha Sofia       | Ariel Winter                    | Isabella Guarnieri             |
| Rei Roland II           | Travis Willingham               | Nestor Chiesse                 |
| Rainha Miranda          | Sara Ramirez                    | Adriana Pissardini             |
| Princesa Amber          | Darcy Rose Byrnes               | Michelle Giudice               |
| Príncipe James          | Zach Callison                   | Vyni Takahashi (1.ª voz)       |
| Príncipe James          | Zach Callison                   | Lipe Volpato (2.ª voz)         |
| Mia                     | Ashley Eckstein                 | Maíra Paris                    |
| Robin                   | Meghan Strange                  | Tati Keplmair                  |
| Clover, o coelho        | Wayne Brady                     | Luiz Laffey                    |
| Fauna                   | Russi Taylor                    | Suzete Piloto                  |
| Flora                   | Barbara Dirikson                | Rosa Baroli (1.ª voz)          |
| Flora                   | Barbara Dirikson                | Rosana Beltrame (2.ª voz)      |
| Primavera               | Tress MacNeille                 | Gisa Della Mare                |
| Cedric, o Feiticeiro    | Jess Harnell                    | Hermes Baroli (1.ª voz)        |
| Cedric, o Feiticeiro    | Jess Harnell                    | Marco Aurélio Campos (2.ª voz) |
| Wormwood                | Jim Cummings                    | Tatá Guarnieri                 |
| Baileywick, o mordomo   | Tim Gunn                        | Fábio Moura                    |
| Minimus                 | Eric Stonestreet                | Ricardo Sawaya                 |
| Saffron                 | Kelly Stables                   |                                |
| Princesa Hildegard      | Coco Grayson (diálogos)         | Agatha Paulita                 |
| Princesa Hildegard      | Jenna Lea Rosen (canções)       | Agatha Paulita                 |
| Princesa Clio           | Harley Graham (diálogos)        | Bianca Alencar                 |
| Princesa Clio           | Jenna Lea Rosen (canções)       | Bianca Alencar                 |
| Príncipe Hugo           | Colin Ford (primeira temporada) | Daniel Garcia                  |
| Príncipe Hugo           | Grayson Hunter Goss (maioria)   | Daniel Garcia                  |
| Princesa Ivy            | Anna Camp                       | Maíra Paris                    |
| Princesa Vivian         | Sabrina Carpenter               | Gaby Milani                    |
| Crackle                 | Ellie Kemper                    | Samira Fernandes               |
| Princesas Disney        |                                 |                                |
| Cinderela               | Jennifer Hale                   |                                |
| Jasmine                 | Linda Larkin                    | Silvia Goiabeira               |
| Ariel                   | Jodi Benson                     | Marisa Leal                    |
| Princesa Aurora         | Kate Higgins                    | Melissa Garcia                 |
| Bela                    | Julie Nathanson                 | Sylvia Salustti                |
| Rapunzel                | Mandy Moore                     | Sylvia Salustti                |
| Branca de Neve          | Katherine Von Till              | Clarice Espíndola              |
| Hillary                 | Ming-Na Wen                     |                                |
| Tiana                   | Anika Noni Rose                 | Kacau Gomes                    |
| Merida                  | Kelly Macdonald                 | Luisa Palomanes                |
| Participações especiais |                                 |                                |
| Olaf                    | Josh Gad                        | Gustavo Pereira                |
| Merlin                  | Jeff Bennett                    | Carlos Silveira                |

Na versão brasileira, a direção musical coube a Cidalia Castro.